# Jaguaruna (kommun)
Jaguaruna är en kommun i Brasilien.   Den ligger i delstaten Santa Catarina, i den södra delen av landet, 1 400 km söder om huvudstaden Brasília. Antalet invånare är 17 291.
Följande samhällen finns i Jaguaruna:
- Jaguaruna